# Phylloxiphia bainbridgei
Phylloxiphia bainbridgei är en fjärilsart som beskrevs av Rothschild och Jordan 1906. Phylloxiphia bainbridgei ingår i släktet Phylloxiphia och familjen svärmare. Inga underarter finns listade i Catalogue of Life.